# August Georg Simpert

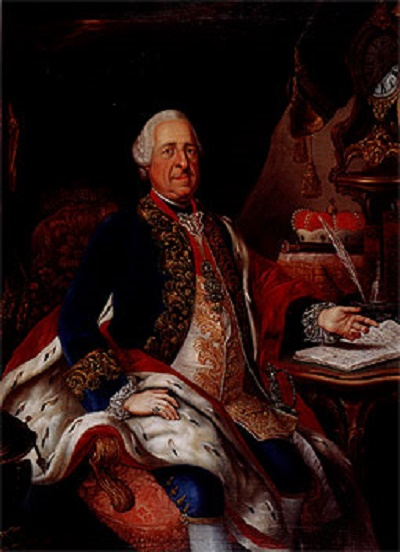
August Georg Simpert von Baden

Markgraf August Georg Simpert von Baden (* 4. Januar 1706 in Rastatt; † 21. Oktober 1771 ebenda) war letzter Markgraf von Baden-Baden. Er residierte im Schloss Rastatt.

## Leben
Markgraf August Georg war der Sohn der Prinzessin Franziska Sibylla Augusta von Sachsen-Lauenburg und des Markgrafen Ludwig Wilhelm von Baden, der auch Türkenlouis genannt wurde. Er übernahm am 22. Oktober 1761 im Alter von 55 Jahren die Herrschaft von seinem verstorbenen Bruder Ludwig Georg. Von 1743 bis 1771 war er Inhaber des 3. Kreis-Infanterie-Regiment (kath.) des Schwäbischen Reichskreises.
Ursprünglich für den Priesterberuf bestimmt und zum Subdiakon geweiht, wurde er 1726 Domherr in Köln und 1728 Domdechant in Augsburg. Nach dem Tod seines Neffen, des Erbprinzen, 1734, war es an ihm, den Mannesstamm des markgräflichen Hauses weiterzuführen. Mit päpstlicher Erlaubnis verließ er 1735 den kirchlichen Dienst und heiratete am 7. Dezember 1735 Maria Viktoria Pauline von Arenberg. Die Ehe blieb ohne erwachsene Kinder, so dass die Bernhardinische Linie endete und die Markgrafschaft Baden-Baden nach dem Erbvertrag von 1535 wieder mit der Markgrafschaft Baden-Durlach zur Markgrafschaft Baden vereinigt wurde.
Als Errungenschaften der Regierungszeit August Georgs gelten u. a.: eine Schulordnung, eine Brandversicherung und eine Witwenkasse.

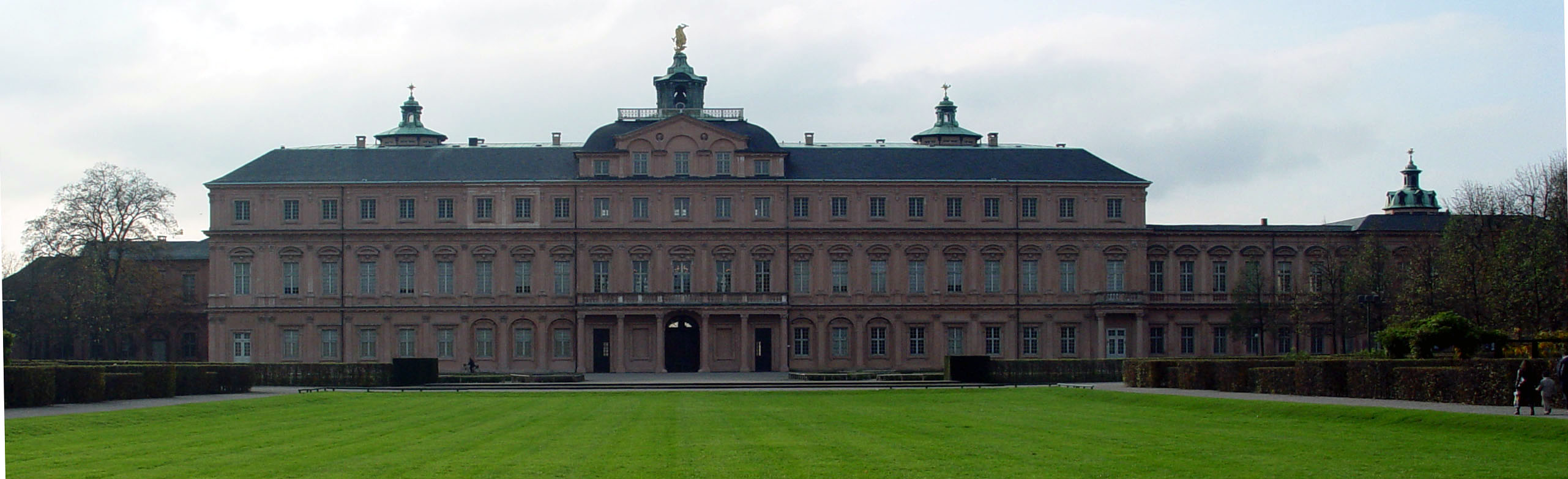
Rastatter Schloss

Nachdem deutlich geworden war, dass die Linie Baden-Baden keinen männlichen Nachkommen haben und nach dem Tode von Markgraf August Georg die Linie Baden-Baden an die Linie Baden-Durlach fallen würde, war das letzte Jahrzehnt der Regierung durch Erbverhandlungen mit der Durlacher Linie geprägt. Da die Durlacher protestantisch und die Badener katholisch waren, galt es, die Religionsfreiheit der Untertanen zu sichern. Daher verwies der Markgraf auf die lange katholische Tradition der Markgrafschaft Baden-Baden und betrieb die Seligsprechung des Markgrafen Bernhard II. von Baden. Zum Gedenken an seinen Vorfahren und dessen Seligsprechung ließ er den Bernhardusbrunnen auf dem Rastatter Marktplatz errichten. Der Erbvertrag mit der Linie Baden-Durlach kam 1765 zustande.
Markgraf August Georg starb am 21. Oktober 1771. Sein Leichnam wurde in der Stiftskirche in Baden-Baden beigesetzt, sein Herz in der Fürstenkapelle des Klosters Lichtenthal.